# Alessio III Angelo
Alessio III Angelo (in greco Αλέξιος Γ' Άγγελος?; 1153 circa – Nicea, 1211) è stato un imperatore bizantino.
Fu basileus dei romei dall'8 aprile 1195 fino al 18 luglio 1203.

## Biografia

### Gioventù e conquista del trono
Alessio era il secondo figlio di Andronico Angelo e di Eufrosina Castamonitissa; per via paterna era nipote di Teodora Comnena, a sua volta figlia minore dell'imperatore Alessio I Conmeno (1081-1118) e di Irene Ducaena. Alessio era quindi imparentato con la famiglia imperiale: assieme al padre e ai fratelli, venne mandato in esilio presso diverse corti musulmane, inclusa quella del Saladino, dopo che la sua famiglia aveva cospirato contro l'imperatore Andronico I Comneno (1182-1185) intorno all'anno 1183.
Il fratello minore di Alessio, Isacco, fu minacciato di esecuzione per ordine dei loro cugini: l'11 settembre 1185, Isacco attaccò i messi imperiali, uccidendone il capo, Stefano Agiocristoforite, e si rifugiò in Hagia Sophia, da cui si appellò alla popolazione. La rivolta che ne derivò causò la deposizione di Andronico I Conmeno e la proclamazione di Isacco II Angelo imperatore. Alessio era ora più che mai vicino al soglio imperiale.
Nel 1190 Alessio Angelo era alla corte del fratello minore, che lo aveva richiamato dall'esilio di Antiochia e lo elevò al rango di sebastocratore. L'8 aprile 1195, quando Isacco II era lontano dalla capitale in una battuta di caccia in Tracia, Alessio si fece proclamare imperatore dalle truppe, contando sul sostegno della propria moglie, Eufrosine Ducaena Camatera. Alessio catturò Isacco a Stagira, in Macedonia, e lo fece accecare e imprigionare a Costantinopoli.

### Regno

#### Dissesto economico e sconfitte militari

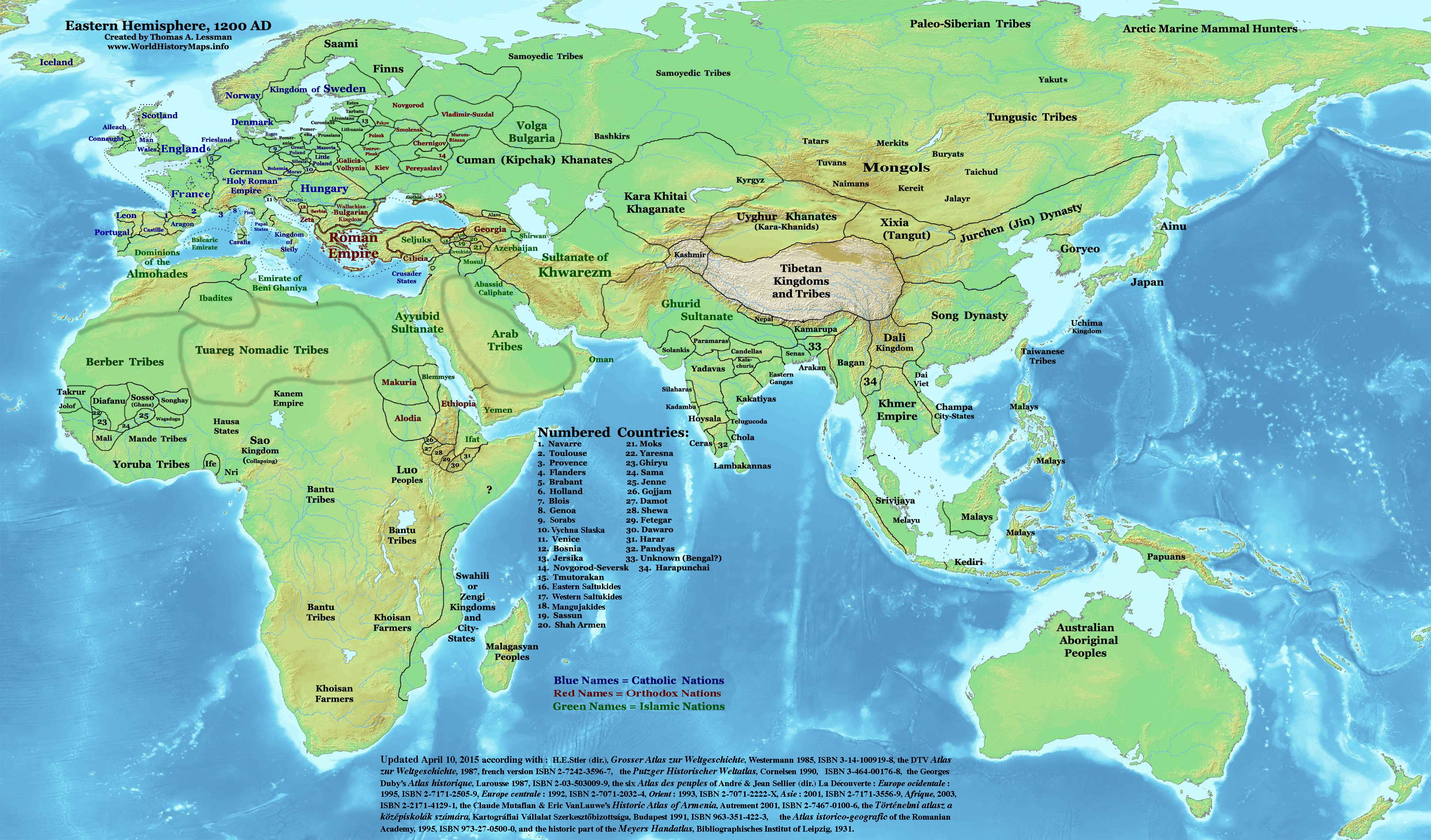
L'Asia nel 1200.

Dopo essere salito al trono col tradimento, Alessio sentì la necessità di rafforzare la propria posizione, e decise di farlo tramite generose donazioni all'apparato burocratico e militare dell'impero; questa politica ebbe l'effetto di impoverire il tesoro dello stato e di incrementare ancor di più la corruzione; tanto che gli ufficiali lasciavano senza comando le proprie unità. Un tentativo di porre rimedio allo sfascio dello stato fu fatto dall'imperatrice, che operò tramite Vatatzes, un capace funzionario; le loro riforme fallirono però, in quanto Vatatzes fu assassinato.
Alessio fu costretto a pagare un tributo chiamato Alamanikon all'imperatore Enrico VI, il quale minacciava di invadere i territori di Alessio. Il fratello di Enrico Filippo infatti, attraverso il matrimonio con Irene Angela, aveva la legittimità per salire sul trono di Bisanzio. A seguito della morte di Enrico VI nel settembre dello stesso anno, il tributo non venne versato; questo era stato però raccolto a spese del prestigio bizantino, in quanto in parte era stato raccolto con la depredazione delle tombe degli imperatori predecessori di Alessio nella chiesa dei Santi Apostoli di Costantinopoli: l'unico imperatore risparmiato da tale depredazione fu la tomba di Costantino.
In oriente l'impero fu travolto dai Selgiuchidi; da settentrione i Bulgari e i Valacchi discesero indisturbati, saccheggiando le pianure della Macedonia e della Tracia, mentre Kaloyan di Bulgaria riuscì ad annettere diverse importanti città. Di fronte a queste emergenze Alessio fu capace di tentare la via diplomatica, dilapidanto ulteriormente un tesoro già impoverito dalle spese di mantenimento dei sontuosi palazzi e giardini imperiali. Il rimedio successivo fu ancora più dannoso: pensando di rafforzare le difese dell'impero concedendo maggiori autonomie ai funzionari frontalieri bizantini e bulgari, ottenne solo che questi giungessero a ottenere un'autonomia di fatto: sebbene l'autorità bizantina sopravvivesse in quei territori, essa era molto più debole di prima.

#### Quarta crociata

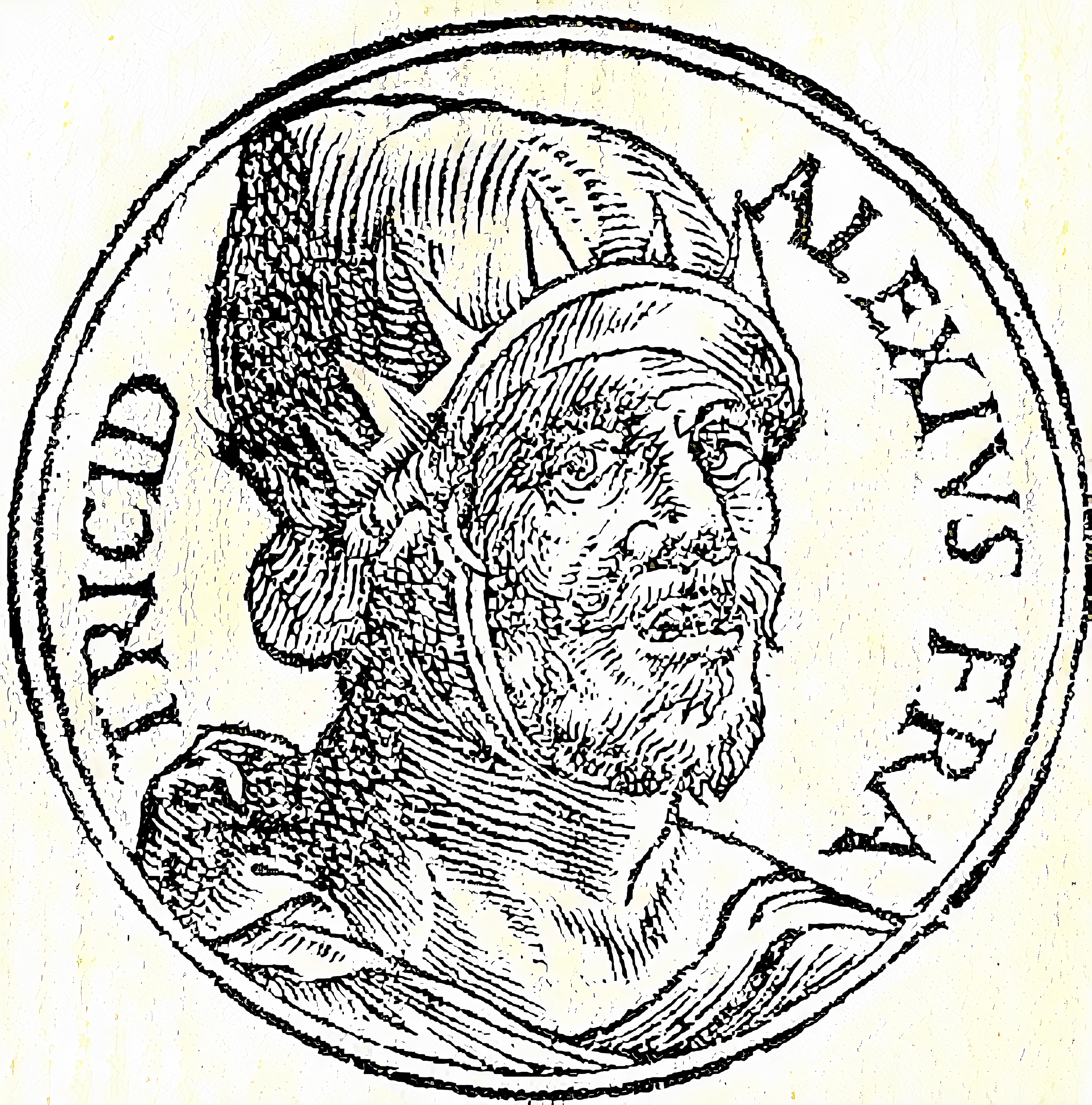
Alessio III Angelo rappresentato in una stampa del XVI secolo.

Nel 1202 Venezia fu il luogo di convegno dei principi dell'Europa occidentale, riunitisi per organizzare la Quarta crociata. Alessio Angelo, figlio del deposto Isacco II e nipote di Alessio III, era appena riuscito a fuggire da Costantinopoli: si appellò ai comandanti crociati, proponendo loro di aiutarlo a recuperare il trono del padre e offrendo in cambio la fine dello Scisma d'Oriente, oltre al pagamento delle spese di trasporto e al sostegno militare.
I crociati si fecero convincere a dirottare la spedizione dall'Egitto, dove era originariamente diretta, a Costantinopoli: apparvero davanti alle mura della città nel giugno 1203, proclamando che il vero imperatore era Alessio IV Angelo e chiedendo alla popolazione di deporre lo zio Alessio III. L'imperatore cercò di corrompere i crociati, ma, vista fallire questa opzione tentò la via dello scontro militare. Teodoro Lascaris, genero di Alessio in quanto marito della figlia Anna Comnena Angelina, affrontò in battaglia l'esercito crociato a Scutari, ma la sua sconfitta segnò l'inizio dell'assedio di Costantinopoli.
L'assedio durò fino alla notte tra il 17 e il 18 luglio, quando i crociati, guidati dall'anziano doge di Venezia Enrico Dandolo, scalarono le mura ed entrarono in città. Costantinopoli vide i soldati crociati mettere in atto una carneficina: Alessio prima si nascose nel palazzo, poi, accompagnato dalla figlia Irene e da quanto denaro poté trovare, lasciò la sua capitale via nave, raggiungendo Develtos in Tracia; nelle mani dei crociati rimasero però l'imperatrice Eufrosina e le altre figlie dell'imperatore. Isacco II venne tratto fuori dalla prigione e, rivestito degli indumenti imperiali, ricevette il figlio.

### Esilio e morte
Alessio tentò di organizzare una resistenza ad Adrianopoli e poi a Mosynopoli, dove venne raggiunto dall'usurpatore Alessio V Ducas Murzuflo nell'aprile 1204, dopo che i crociati ebbero preso il potere a Costantinopoli instaurando l'Impero latino di Costantinopoli. Alessio portò con sé Eufrosine e le altre figlie di Alessio III. I rapporti tra i due Alessio erano all'inizio buoni, tanto che Alessio V sposò una figlia di Alessio III, Eudocia Angelina; ma quando Alessio III fuggì in Tessaglia inseguito dai crociati, fece accecare Alessio V, temendo che volesse riottenere il trono per sé stesso.
Alessio III fu costretto a riconoscersi prigioniero, assieme ad Eufrosine, del marchese Bonifacio I del Monferrato, che, in occasione della caduta dell'Impero bizantino, si era ritagliato un territorio, il Regno di Tessalonica. L'imperatore prigioniero tentò di fuggire al suo carceriere, sperando di cercare rifugio da Michele I Ducas, il signore del Despotato dell'Epiro, ma, catturato da Bonifacio, fu prima mandato nel Monferrato e poi riportato a Tessalonica (1209).
Michele I pagò il riscatto di Alessio e della sua famiglia a Bonifacio, e permise all'imperatore deposto di raggiungere il genero Teodoro I Lascaris, che aveva formato lo stato autonomo dell'Impero di Nicea, in opposizione all'Impero Latino. Alessio III si aspettava che la propria autorità fosse riconosciuta, ma, quando Teodoro si rifiutò di obbedire al suocero, Alessio si mise in contatto con Kaykhusraw I, il Sultano di Iconio, e col suo sostegno tramò contro Teodoro.
Nel 1211 nella battaglia della valle del Meandro, presso Antiochia di Pisidia, il sultano fu sconfitto e ucciso, mentre Alessio fu catturato da Teodoro, il quale lo confinò in un monastero di Nicea, dove rimase fino alla morte, giunta nello stesso anno.

## Famiglia
Alessio sposò Eufrosina Ducena Camatera, da cui ebbe tre figlie:
- Irene Angela, che sposò in prime nozze Andronico Contostefano, e in seconde nozze Alessio Paleologo, era quindi nonna del basileus Michele VIII Paleologo;
- Anna Angela, che sposò in prime nozze il sebastocratore Isacco Comneno, pronipote dell'imperatore Manuele I Comneno, e in seconde nozze Teodoro I Lascaris, imperatore di Nicea;
- Eudocia Angela, che sposò in prime nozze il principe di Rascia Stefano I Prvovenčani, in seconde nozze l'imperatore Alessio V Ducas, in terze nozze Leone Sguro, re di Corinto.

## Ascendenza
|                          |   |                   | Genitori          |  |  | Nonni |  |  | Bisnonni |  |  | Trisnonni |  |
|                          |   |                   |                   |  |  |       |  |  | …        |  |  | …         |  |
|                          |   |                   |                   |  |  |       |  |  | …        |  |  | …         |  |
|                          |   | …                 |                   |  |  |       |  |  | …        |  |  |           |  |
| Costantino Angelo        |   |                   |                   |  |  |       |  |  | …        |  |  |           |  |
|                          |   | …                 | …                 |  |  |       |  |  |          |  |  |           |  |
|                          |   | …                 | …                 |  |  |       |  |  |          |  |  |           |  |
|                          |   | …                 | …                 |  |  |       |  |  |          |  |  |           |  |
| Andronico Ducas Angelo   |   | …                 |                   |  |  |       |  |  |          |  |  |           |  |
|                          |   | Alessio I Comneno | Giovanni Comneno  |  |  |       |  |  |          |  |  |           |  |
|                          |   | Alessio I Comneno | Giovanni Comneno  |  |  |       |  |  |          |  |  |           |  |
|                          |   | Alessio I Comneno | Anna Dalassena    |  |  |       |  |  |          |  |  |           |  |
| Teodora Comnena          |   | Alessio I Comneno |                   |  |  |       |  |  |          |  |  |           |  |
|                          |   | Irene Ducaena     | Andronico Ducas   |  |  |       |  |  |          |  |  |           |  |
|                          |   | Irene Ducaena     | Andronico Ducas   |  |  |       |  |  |          |  |  |           |  |
|                          |   | Irene Ducaena     | Maria di Bulgaria |  |  |       |  |  |          |  |  |           |  |
| Alessio III Angelo       |   | Irene Ducaena     |                   |  |  |       |  |  |          |  |  |           |  |
|                          | … | …                 |                   |  |  |       |  |  |          |  |  |           |  |
|                          | … | …                 |                   |  |  |       |  |  |          |  |  |           |  |
|                          | … | …                 |                   |  |  |       |  |  |          |  |  |           |  |
| …                        | … |                   |                   |  |  |       |  |  |          |  |  |           |  |
|                          |   | …                 | …                 |  |  |       |  |  |          |  |  |           |  |
|                          |   | …                 | …                 |  |  |       |  |  |          |  |  |           |  |
|                          |   | …                 | …                 |  |  |       |  |  |          |  |  |           |  |
| Eufrosina Castamonitissa |   | …                 |                   |  |  |       |  |  |          |  |  |           |  |
|                          |   | …                 | …                 |  |  |       |  |  |          |  |  |           |  |
|                          |   | …                 | …                 |  |  |       |  |  |          |  |  |           |  |
|                          |   | …                 | …                 |  |  |       |  |  |          |  |  |           |  |
| …                        |   | …                 |                   |  |  |       |  |  |          |  |  |           |  |
|                          |   | …                 | …                 |  |  |       |  |  |          |  |  |           |  |
|                          |   | …                 | …                 |  |  |       |  |  |          |  |  |           |  |
|                          |   | …                 | …                 |  |  |       |  |  |          |  |  |           |  |
|                          |   | …                 |                   |  |  |       |  |  |          |  |  |           |  |